# Wiera Orłowa (1918–1993)
Wiera Markowna Orłowa (ros. Вера Марковна Орлова; ur. 25 maja 1918, zm. 16 września 1993) – radziecka aktorka filmowa i teatralna. Ludowy Artysta RFSRR (1960). Została pochowana na Cmentarzu Dońskim w Moskwie.

## Wybrana filmografia

### Role filmowe
- 1953: Barbarzyńcy
- 1954: Psotnicy
- 1955: Szeregowiec Browkin
- 1956: Egoistka
- 1962: Siedem nianiek jako Matka Maji
- 1966: Dzieci Don Kichota jako Wiera Pietrowna
- 1977: Dwanaście krzeseł jako Jelena Stanisławowna
- 1982: Wróbel na lodzie

### Role głosowe
- 1949: Gęsi Baby-Jagi
- 1953: O dzielnej Oleńce i jej braciszku
- 1957: W pewnym królestwie

## Nagrody i odznaczenia
- Zasłużony Artysta RFSRR (29.01.1954)
- Ludowy Artysta RFSRR (8.03.1960)
- Order Czerwonego Sztandaru Pracy (1971)
- Order Przyjaźni Narodów (1981)

Źródło: